# Wendy Beckett
Wendy Mary Beckett (25 février 1930 - 26 décembre 2018), plus connue sous le nom de Sœur Wendy, est une religieuse et historienne de l'art britannique qui s'est fait connaître au niveau international dans les années 1990 en présentant une série de documentaires télévisés de la BBC sur l'histoire de l'art. Ses émissions, telles que Sister Wendy's Odyssey et Sister Wendy's Grand Tour, ont souvent attiré 25 % du public britannique. En 1997, elle a fait ses débuts à la télévision publique américaine, le New York Times la décrivant comme "un ermite qui est en passe de devenir la critique d'art la plus improbable et la plus célèbre de l'histoire de la télévision".

## Biographie
Wendy Beckett est née dans l'Union d'Afrique du Sud, mais a ensuite été élevée à Édimbourg, en Écosse, où son père étudiait la médecine. En 1946, elle entre chez les Sœurs de Notre-Dame de Namur, une congrégation catholique romaine de religieuses qui se consacre à l'éducation. Elle est envoyée en Angleterre où elle fait son noviciat, puis étudie au St Anne's College, à Oxford, où elle obtient avec félicitations un diplôme de première classe en littérature anglaise. J. R. R. Tolkien, président de son jury d'examen final, lui demande de rester à l'université, invitation qu'elle décline.
En dehors de son travail académique, elle a vécu dans un couvent qui a maintenu le strict code de silence typique des couvents avant les changements qui ont suivi le Concile Vatican II (1962-1965). Après avoir fréquenté le Notre Dame College of Education de Liverpool et obtenu un diplôme d'enseignement en 1954, elle est retournée en Afrique du Sud pour enseigner au Notre Dame Convent, une école pour filles à Constantia, au Cap, où elle enseignait l'anglais et le latin. Plus tard, elle s'est installée à Johannesburg où elle a été nommée supérieure du couvent local, tout en donnant des cours à l'Université du Witwatersrand.
En 1970, des problèmes de santé obligent Wendy Beckett à abandonner l'enseignement et à retourner en Angleterre. Elle obtient la permission papale de quitter sa congrégation et de devenir une vierge consacrée et une ermite. Elle commence à vivre dans une caravane sur le terrain d'un monastère carmélite à Quidenham, dans le Norfolk, et sa caravane sera plus tard remplacée par un mobile home. En plus d'avoir reçu la prieure carmélite et une religieuse qui lui apportaient des provisions, elle consacre sa vie à la solitude et à la prière, mais alloue deux heures de travail par jour pour gagner sa vie.

### Intérêt pour l'art
Wendy Beckett a passé de nombreuses années à traduire des textes latins médiévaux avant de décider, en 1980, de se consacrer à l'art. Son premier livre, Contemporary Women Artists, a été publié en 1988. Sister Wendy Contemplates Saint Paul in Art a été publié en 2008 pour célébrer l'année de la Saint Paul. En mai 2009, Encounters with God : In Quest of the Ancient Icons of Mary a été publié, qui suit le pèlerinage de Beckett pour voir les plus anciennes icônes de Marie qui avaient survécu à l'iconoclasme byzantin. Beckett a continué à écrire sur son intérêt pour les icônes dans le deuxième volume de sa série Sister Wendy Contemplates, publié en juillet 2011. Ce livre, intitulé The Iconic Jesus, emmène le lecteur à travers des scènes du Nouveau Testament, accompagnées des réflexions de Beckett. Son livre suivant, publié en 2011, The Christ Journey, consiste en ses commentaires sur les œuvres d'art de Greg Tricker.
Wendy Beckett a dû suivre un traitement médical en ambulatoire dans un hôpital local. La chef cuisinière de la télévision Delia Smith, une catholique convertie, s'est portée volontaire pour l'y conduire chaque semaine. Smith l'a également conduite à travers le pays pour rencontrer les artistes lorsque Beckett écrivait son livre sur les femmes artistes contemporaines. C'est ainsi que les deux femmes sont devenues de bonnes amies.
Ayant entendu ses commentaires lors d'une exposition d'art, une équipe de tournage lui a demandé de la filmer. Cela a attiré l'attention d'un producteur de la BBC et a conduit, en 1992, à la sortie de Sister Wendy's Odyssey.
Wendy Beckett était souvent effusive dans ses descriptions du corps humain dans les tableaux, tant masculin que féminin. Compte tenu de son état religieux, cela a surpris certains spectateurs. Elle insistait cependant pour décrire la représentation de l'anatomie humaine dans l'art lorsque cela était nécessaire, déclarant que "Dieu n'a pas fait d'erreur lorsqu'il a créé le corps humain, donc je ne fais pas d'erreur en le décrivant".
Wendy Beckett est décédée le 26 décembre 2018 au monastère des carmélites de Quidenham, dans le Norfolk. Elle avait 88 ans.